# 汤姆·莫纳汉
托马斯·斯蒂芬·“汤姆”·莫纳汉（英語：Thomas Stephen "Tom" Monaghan，1937年3月25日—）是一名美国企业家，于1960年创始达美乐比萨。他亦于1983至1992年拥有底特律老虎队。
莫纳汉是一位罗马天主教教徒，他于1998年出售了达美乐后便将其精力和金钱投入到天主教事业中。在经历了一场反堕胎运动的奋斗和其它保守事业后，莫纳汉已将数亿美元投入了这些事业。
他同他的妻子瑪裘瑞·齊巴赫（Marjorie Zybach）于1962年结婚，有4名女儿。

## 早年生活
莫纳汉4岁那年便失去了父亲，之后，其母便艰难地抚养他长大。1943年莫纳干年仅6岁，同他的弟弟被送入孤儿院，直到母亲在1949年将他们领回。这个孤儿院“圣约瑟夫儿童之家”（St. Joseph Home for Children）位于密歇根州杰克逊市，由Felician Sisters of Livonia运营。当时有一名修女鼓动莫纳干信奉天主教，他随后饱含着成为一位神父的渴望，进入了米逊的小修道院。后来，他因一系列的违规行为被修道院开除。
莫纳干本想参加陆军，却在1956年被阴差阳错地招募进美国海军陆战队。1959年他荣誉退役。

## 达美乐比萨饼
莫纳干1959年回到了密歇根州安阿伯市，并登记进入密歇根大学，打算当一名建筑师。当时仍旧身为学生的他和弟弟詹姆斯花费900美元购进位于密歇根州伊普西兰蒂市的一家名叫“多米尼克”的小比萨饼店。“我开始走出建筑学院，投入到比萨生意上来，好支撑我的学业支出。”他曾回忆到。
1989年，美国全国妇女组织呼吁抵制达美乐，原因在于莫纳干对流产的积极反对。不过这次事件到底产生了多大影响并不清楚，如果有的话，就是在公司的销量上了。
1998年，莫纳干将自己对达美乐比萨的控制性股份出售给贝恩资本，一家总部位于波士顿的投资公司。据估计价格在100万美元左右。达美乐比萨是一家美国餐饮连锁，这个国际比萨外送公司将其总部设在位于美国密歇根州安阿伯市附近的安阿伯小镇的达美乐农场办公园区（此园区本身为达美乐联合创始人汤姆·莫纳干所有）

## Gyrene汉堡公司
2011年12月，莫纳汉创立Gyrene汉堡公司，开始着手打造他的第二个快餐品牌。军事主题的汉堡外送的概念是莫纳汉对其海军陆战队生涯的回顾。公司名称中的词语“Gyrene”是20世纪40至50年代对海军陆战队的戏称。创办初期，莫纳汉为海军陆战队员和其它军种的退伍军人提供了特别优惠。该品牌旗舰店位于田纳西州的诺克斯维尔。

## 休闲
莫纳汉从达美乐比萨中积累的财富让他过上了奢侈的生活。然而在读过一篇由C.S.刘易斯（来自纯粹基督教思想）撰写的文章后，莫纳汉从他那奢侈的财富中脱身，这当中包括了1992年卖掉的底特律老虎队。他放弃了位于达美乐总部的奢华办公室（其内铺有皮革地板，配有数组昂贵的弗兰克·劳埃德·赖特家具），并将其转变成一间企业接待室。他也停止建造了将作为宅邸的巨大的赖特风格豪宅（该房屋仍然是半成品）。

### 底特律老虎队
1983年，莫纳汉买下了一年前刚刚赢得世界大赛的底特律老虎队。他与美国职业棒球联盟执行长鲍伊·库恩日渐亲密，后者至今仍是其亲密的友人、商业伙伴和他众多慈善事业的参与者。莫纳汉最终将老虎队于1992年售予他的竞争对手，小凯撒比萨的麦克·伊里奇(英语：Mike Ilitch）。莫纳汉1986年的自传结合了他所热衷的比萨饼和棒球，书名为《比萨虎》。他作出了一个备受指责且最终极具颠覆性的决定：解雇传奇的播音员厄尼·哈维尔。

### 弗兰克·劳埃德·赖特
莫纳汉是弗兰克·劳埃德·赖特建筑的粉丝，因而位于密歇根州安阿伯小镇的达美乐比萨总部与赖特的田园学派建筑风格极其相似，只不过适应了更大的规模。他一直是赖特文物的最重要的收藏家之一，其藏品包括花费160万美元购入的一张橡木餐桌及其椅子。他甚至购买了密歇根州的德拉蒙德岛的一部分，在那里他创立了一个按照赖特风格设计的私人度假村综合体特色建筑群。

### 其他
莫纳汉的另外一项奢侈财产就是汽车，他的收藏一度包括了一辆仅生产了六辆的布加迪Royale，该车是他在1986年以810万美元购入的。
在20世纪90年代初，他还建立了一支前往洪都拉斯山城的代表团，并资助和监督在尼加拉瓜马那瓜的新教堂建设，而老教堂已毁于1972年的地震。